# Sphaerosyllis centroamericana
Sphaerosyllis centroamericana är en ringmaskart som beskrevs av Hartmann-Schröder 1974. Sphaerosyllis centroamericana ingår i släktet Sphaerosyllis och familjen Syllidae. Inga underarter finns listade i Catalogue of Life.